# Герб Широкиного
Герб Широ́киного — офіційний символ села Широкине Донецької області. Затверджений 19 березня 1998 р. Автор — Олег Ігоревич Киричок. У 2024 році Едуард Савченко, спеціаліст з геральдики Донеччини, доробив і осучаснив герб, зробивши основним елементо герба не гору а дзвіницю на ній.

## Опис
Щит понижено шиповидно перетятий зеленню і лазур'ю. На верхній частині срібна гора, на нижній пливе осетр. Щит обрамований двома золотими колосками, оповитими стрічкою з найменуванням села — «Широкине» — унизу.

## Символіка
Село Широкине лежить на березі Азовського моря, що показано в гербі лазуровою шиповидною базою. З морем пов'язана й господарська діяльність жителів села — на його території розташоване рибне господарство — це відображене силуетом осетра, що пливе. На гербі срібний осетр на полі, що символізує море. Тут ніби зрозуміло.
Однією з місцевих визначних пам'яток є гора Шпиль (показана срібним) та дзвіниця на ній.
Щит обрамований колосками, тому що вирощування зернових культур є сільськогосподарською спеціалізацією жителів Широкиного.